# Стеценко, Татьяна Ивановна
Татья́на Ива́новна Стеце́нко (в девичестве — Буня́к, 7 февраля 1957, Плесецкое, Васильковский район, Киевская область, Украинская ССР, СССР) — советская гребчиха, серебряный призёр Олимпийских игр. Заслуженный мастер спорта СССР (1978).

## Карьера
На Олимпиаде в Москве Татьяна в составе восьмёрки выиграла серебряную медаль.
Двукратная победительница и серебряный призёр чемпионатов мира.